# Mareșal al Iugoslaviei

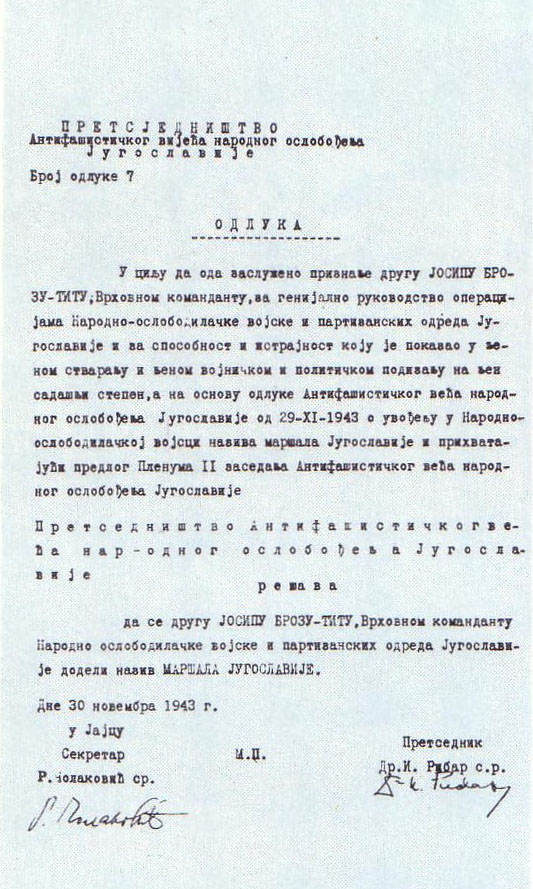
AVNOJ promovându-l pe Tito la gradul de Mareșal al Iugoslaviei

Mareșal al Iugoslaviei (în sârbo-croată și slovenă: „Maršal  Jugoslavije”, în chirilica sârbă: „Маршал Југославије”, în macedoneană: „Маршал на Југославија”, „Маршал на Југославија”) a fost cel mai mare grad militar în Armata Populară Iugoslavă. Singura persoană care l-a deținut a fost mareșalul Iosip Broz Tito. L-a primit la a doua întâlnire AVNOJ la Jajce pe 29 noiembrie 1943.